# Frank W. Blackmar
Pour les articles homonymes, voir Blackmar.
Frank Wilson Blackmar, né le 3 novembre 1854 à Springfield Township dans le Comté d'Érié en Pennsylvanie, et mort le 30 mars 1931 à Lawrence dans le Kansas, est un sociologue, historien et pédagogue américain. Il est le 9e président de l'Association américaine de sociologie (maintenant connue sous le nom d'American Sociological Association).

## Biographie
Il naît le 3 novembre 1854 à Springfield Township dans le Comté d'Érié en Pennsylvanie.
Avant d'obtenir un Ph.D. en 1889 à l'Université Johns Hopkins à Baltimore, il a été professeur de mathématiques à l'Université du Pacifique (1881-1886). Plus tard il devient professeur d'histoire et de sociologie à l'Université du Kansas. Dix ans plus tard, il est nommé professeur de sociologie et d'économie à la même université. Il devient actif dans le mouvement de formation continue dans l'ouest des États-Unis, écrivant et donnant des conférences sur l'histoire, la sociologie et l'économie. Il est élu doyen lors de l'organisation de l'école supérieure de l'université du Kansas en 1896.
Il écrit plusieurs livres d'histoire locale, des manuels d'économie et quelques brochures politiques.
Il meurt le 30 mars 1931 à Lawrence dans le Kansas.

## Principales œuvres
- Spanish Colonization of the Southwest, 1890 ; 1891.
- The Story of Human Progress, 1896.
- History of Higher Education in Kansas, 1900 .
- Life of Charles Robinson, 1900.
- Elements of Sociology, 1907.
- Economics for Colleges, 1907.
- Economics for High Schools, 1907.
- (en) Kansas, a cyclopedia of state history, embracing events, institutions, industries, counties, cities, towns, prominent persons, etc. ... with a supplementary volume devoted to selected personal history and reminiscence., Chicago, Frank W. Blackmar, 1912 (lire en ligne)